# Olmo Omerzu
Olmo Omerzu (* 24. November 1984 in Ljubljana) ist ein slowenischer Regisseur und Drehbuchautor.

## Leben
Omerzu absolvierte ein Filmregie-Studium an der Film- und Fernsehfakultät der Akademie der Musischen Künste in Prag, wo er seinen ersten Spielfilm Příliš mladá noc (dt. Eine zu junge Nacht) realisierte. Der Film wurde bei den Internationalen Filmfestspielen Berlin 2012 gezeigt und wurde beim LA Film Festival aufgeführt. Sein zweiter Film Familienfilm aus dem Jahr 2015 wurde bei den tschechischen Filmkritikern in Prag zum besten Film des Jahres gekürt, er wurde auch für den besten künstlerischen Beitrag beim 28. Tokyo International Film Festival ausgewählt und beim 19. Slowenischen Filmfestival 2016 in Portorož für das beste Drehbuch ausgezeichnet.

## Filmografie (Auswahl)
- 1998: Almir
- 2003: Nic
- 2005: Masky
- 2006: Láska
- 2008: Druhé dejství
- 2012: Příliš mladá noc
- 2015: Familienfilm (Rodinný film)
- 2018: Winter Flies (Všechno bude)

## Auszeichnungen
- 2012: Auszeichnung der tschechischen Filmkritik als bester Newcomer
- 2012: Neiße Filmfestival, Příliš mladá noc Gewinner im Spielfilmwettbewerb
- 2015:	Filmfestival Cottbus, Familienfilm nominiert im Wettbewerb Spielfilm[2]
- 2015: 28. Tokyo International Film Festival, Familienfilm ausgezeichnet als besten künstlerischen Beitrag[3][4]
- 2016: 19. Slowenischen Filmfestival, Familienfilm ausgezeichnet für das beste Drehbuch
- 2018: Internationales Filmfestival Karlovy Vary – Best Director Award für Winter Flies[5]